# Stand Up and Scream
Stand Up and Scream (укр. Вставай і кричи) — дебютний студійний альбом британського рок-гурту Asking Alexandria, що вийшов 15 вересня 2009 року на лейблі Sumerian Records. Альбом дебютував під номером 170 в американському чарті Billboard 200, під номером 29 в Top Independent albums і під номером 5 у Top Heatseekers. Всього з моменту виходу було продано більш 100.000 копій альбому в усьому світі.

## Створення
Назва альбому походить з приспіву пісні «Final Episode» 
|  | just stand up and scream, the tainted clock is counting down |

Шість треків на альбомі є перезаписаними демо-версіями, які вийшли ще в 2008 році через офіційну сторінку гурту в MySpace і через сайт PureVolume. Порівняно з демо-записами фінальні версії треків зазнали помітних змін.
Пісня «Hey There Mr. Brooks» містить багато посилань до фільму Хто ви, містер Брукс? і була написана як своєрідна данина поваги до фільму.

## Список композицій
| #     | Назва                                                                      | Тривалість |
| ----- | -------------------------------------------------------------------------- | ---------- |
| 1.    | «Alerion»                                                                  | 2:15       |
| 2.    | «Final Episode (Let's Change the Channel)»                                 | 4:02       |
| 3.    | «A Candlelit Dinner with Inamorta»                                         | 4:04       |
| 4.    | «Nobody Don't Dance No More»                                               | 4:00       |
| 5.    | «Hey There Mr. Brooks» (разом з Шоном Мілком з Alesana)                    | 4:10       |
| 6.    | «Hiatus»                                                                   | 1:45       |
| 7.    | «If You Can't Ride Two Horses at Once... You Should Get Out of the Circus» | 3:46       |
| 8.    | «A Single Moment of Sincerity»                                             | 3:51       |
| 9.    | «Not the American Average»                                                 | 4:39       |
| 10.   | «I Used to Have a Best Friend (But Then He Gave Me an STD)»                | 4:06       |
| 11.   | «A Prophecy»                                                               | 3:34       |
| 12.   | «I Was Once, Possibly, Maybe, Perhaps a Cowboy King»                       | 3:41       |
| 13.   | «When Everyday's the Weekend»                                              | 4:23       |
| 48:16 |                                                                            |            |

## Відеокліпи
У вересні 2009 року було знято дебютний кліп на пісню «Final Episode», на відео музиканти грають у темній кімнаті у чорному одязі. Також показано стіл, на якому стоїть склянка з водою. Протягом усього відео склянка поступово здвигається до краю столу і врешті-решт розбивається у кінці.
У грудні 2010 року було відзнято кліп на пісню «A Prophecy».

## Учасники запису
Asking Alexandria
- Денні Ворсноп — вокал, програмування
- Камерон Лідделл — ритм-гітара, бек-вокал
- Бен Брюс — вокал, програмування, бек-вокал, гітара
- Сем Беттлі — бас-гітара
- Джеймс Касселлс — ударні

Продюсери
- Джої Стьорджис
- Нік Самсон
- Філ Мамула
- Ash Avildsen
- RED Distribution

## Відео
- 2009 — «Final Episode»
- 2010 — «A Prophecy»
- 2010 — «If You Can't Ride Two Horses at Once… You Should Get Out of the Circus»[3]